# Route 17 (Île-du-Prince-Édouard)
La Route 17, aussi connue comme Point Pleasant Road, est une route secondaire de 36,9 kilomètres (22,9 mi) dans l'est de l'Île-du-Prince-Édouard. Son terminus sud est à la jonction de la route 4 à Murray River et son terminus nord est à la même route à Montague.

## Description du tracé
La route débute à son terminus sud en se dirigeant vers le nord-est jusqu'à North Murray Harbour où elle vire à droite. Elle se dirige vers le nord en passant par Gaspeareaux avant de sse diriger vers le nord-est jusqu'à son terminus nord.

## Intersections majeures
| Comté                 | Ville                | km    | Destinations                                          | Notes                                    |
| --------------------- | -------------------- | ----- | ----------------------------------------------------- | ---------------------------------------- |
| Kings                 | Murray River         | 0,00  | Route 4 – Murray River, Montague                      |                                          |
| Kings                 | Murray Harbour North | 8,50  | Route 17A nord (Cambridge Road) – Sturgeon            | Terminus sud de la Route 17A             |
| Kings                 | Gaspeareaux          | 16,50 | Route 324 ouest (Peters Road)                         | Terminus est de la Route 324             |
| Kings                 | Gaspeareaux          | 18,10 | Route 347 nord (Panmure Island Road) – Panmure Island | Terminus sud de la Route 347             |
| Kings                 | Gaspeareaux          | 23,90 | Route 17A sud (Cambridge Road) – Murray Harbour North | Terminus nord de la Route 17A            |
| Kings                 | Albion               | 24,90 | Route 317 ouest (Line Road)                           | Terminus est de la Route 317             |
| Kings                 | Albion               | 28,30 | Route 316 ouest (Whim Road)                           | Terminus est de la Route 316             |
| Kings                 | Montague             | 35,90 | Route 326 ouest (Douses Road)                         | Terminus est de la Route 326             |
| Kings                 | Montague             | 36,90 | Route 4 – Murray River, Cardigan                      | La Route 17 nord devient la Route 4 nord |
| - Transition de route |                      |       |                                                       |                                          |

## Route 17A
La Route 17A, aussi connue comme la Cambridge Road, est une route auxiliaire de la route 17. Elle parcourt 6,6 km (4,1 mi) entre Murray Harbour North et Gaspeareaux.